# 岡山県南政令指定都市構想
岡山県南政令指定都市構想（おかやまけんなんせいれいしていとしこうそう）は、岡山県南の岡山市を中心とした大規模な市町村合併により、中四国の中枢としての広域都市建設と政令指定都市の指定を目指す行政の政策のこと。現在は将来の道州制導入の際、岡山県が提唱している「中四国州」の州都誘致のためという名目も付加されている。

## 概要
昭和30年代に岡山県知事の三木行治が提唱した「岡山県南百万都市建設計画」は、当時の全国六大都市（東京・横浜・名古屋・京都・大阪・神戸）に次ぐ大都市形成のための岡山市と倉敷市を含む県南の大同合併である。しかし結果的には頓挫し、岡山市周辺、倉敷市周辺それぞれにおいて合併が進められることとなった。
その後、平成の大合併促進のために政令指定都市の人口要件が暫定的に条件付きで70万人に緩和されたことで、倉敷市を含まない岡山市周辺の市町のみで政令指定都市を目指す「岡山県南政令市構想」が提唱され、平成21年（2009年）4月1日に中国・四国地方では広島市に次ぐ2番目となる政令指定都市が誕生した。

## 岡山県南百万都市建設計画
「昭和の大合併」の時期よりも前に提唱された当時の全国6大都市に次ぐ大都市形成と国による新産業都市の指定を念頭に置いた合併構想。1巡目の岡山国体開催前年の1961年に当時の岡山県知事・三木行治が提唱、岡山市、倉敷市、児島市の3市が中心となって33市町村の合併を目指したものである（県よりも先に地元山陽新聞社が昭和32年（1960年）に大岡山市の設計図という提唱記事を連載しはじめた）。合併が実現していれば人口は約90万人（計画では100万人超、実際は約130万人規模に達した）となり、岡山県民の約半分を占める大規模な市の誕生となっていた。もしそのまま、政府（自治省）との事務折衝が順調に進んだ場合、北九州市が政令市となった昭和38年（1963年）と同時期に全国で6番目もしくは7番目の政令市誕生となり、中国・四国地方では昭和55年（1980年）に移行した広島市より先に初の政令市となっていた可能性もあった。
昭和37年（1962年）4月、県南の33市町村で構成される「県南広域都市建設協議会」が発足し、各地で推進大会が開催され、国会でも報告されるなどして推進体制が整っていった。合併協議は順調に進み、合併協議会で合併期日は昭和38年（1963年）1月1日と定められ、その期日に向け全ての関係市町村議会で合併賛成の議決が行われた（岡山市においては昭和37年（1962年）12月17日、22対16の賛成多数で議決）。しかし社会党の革新市長だった岡山市長の寺田熊雄は、当初賛成だったが、倉敷市長の高橋勇雄とともに途中から合併反対に回った。さらに合併調印式当日にほとんどの首長らの署名が行われた段階で、倉敷市長が署名を行わないまま公印を持ち出し、東京へ一時失踪する事件が発生した。三木知事など岡山県側は犯罪行為に当たると県側の都合の良い判断で、警察への捜索依頼と告発も検討するなどしたが、高橋倉敷市長が東京に失踪したことで期日での合併が事実上できなくなった。これにより合併の中心的存在だった岡山市、倉敷市、児島市（現：倉敷市児島地域）が合併協議から脱退するに至り、これら3市の市長が合併を知事に申請しなかったことにより構想は時間切れで頓挫した。
その後、頓挫したこの計画に救済を買って出た旧自治省（現総務省）の事務次官・小林与三次により昭和38年1月10日から翌11日にかけて岡山市周辺と倉敷市周辺でそれぞれ合併を進めるという仲裁案を関係各市長を招き提示した。また、推進の中心であった三木知事が翌年の昭和39年に急死し、計画の発起人が不在になり大同合併の早期実現が更に困難となった。時を同じくして倉敷市では合併反対を唱える市民グループによる署名により市議会のリコールが成立、その後の選挙により合併賛成の議員の多くが落選するなどしたが、一方の岡山市では同じ年に「大岡山市建設」とあくまで政令指定都市実現を目指す岡崎平夫市政が誕生した。皮肉にも結果的には岡山市の政令指定都市へ向けた歩みは、三木知事が提唱した県南100万都市構想頓挫がきっかけとなって始まるに至った。また旧自治省（現総務省）仲裁案のとおり岡山市とその周辺（備前ブロック）、倉敷市とその周辺（備中ブロック）では昭和40年代から平成に至るまで各ブロック毎に順次合併が進み、岡山市においては政令指定都市に移行した。

### 岡山県南百万都市建設計画に参加していた自治体
7市20町6村が協議会に参加していた。後の市町村合併による枠組みごとに記載。なお、太字で示した各見出しは平成の大合併で消滅した概要を記している。

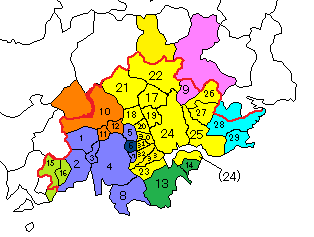
1.真備町 2.玉島市 3.船穂町 4.倉敷市 5.庄村 6.早島町 7.茶屋町 8.児島市 9.山陽町 10.総社市 11.清音村 12.山手村 13.玉野市 14.東児町 15.鴨方町 16.金光町 17.津高町 18.高松町 19.一宮町 20.吉備町 21.足守町 22.御津町 23.灘崎町 24.岡山市 25.西大寺市 26.瀬戸町 27.上道町 28.邑久町 29.牛窓町 30.福田村 31.妹尾町 32.興除村 33.藤田村(黄：岡山市　薄青：倉敷市　水色：瀬戸内市　桃：赤磐市　緑：玉野市　橙：総社市　黄緑：浅口市　濃青：都窪郡早島町)

現在、岡山市の一部となっている自治体
- 岡山市
- 西大寺市（1969年2月18日消滅）
- 赤磐郡瀬戸町（2007年1月22日消滅）
- 吉備郡足守町（1971年5月1日消滅）
- 吉備郡高松町（1971年1月8日消滅）
- 児島郡興除村（1971年5月1日消滅）
- 児島郡灘崎町（2005年3月22日消滅）
- 児島郡藤田村（1975年5月1日消滅）
- 上道郡上道町（1971年5月1日消滅）
- 都窪郡吉備町（1971年3月8日消滅）
- 都窪郡妹尾町（1971年3月8日消滅）
- 都窪郡福田村（1971年3月8日消滅）
- 御津郡一宮町（1971年1月8日消滅）
- 御津郡津高町（1971年1月8日消滅）
- 御津郡御津町（2005年3月22日消滅）

現在、倉敷市の一部となっている自治体
- 旧倉敷市（1967年2月1日消滅）
- 児島市（1967年2月1日消滅）
- 玉島市（1967年2月1日消滅）
- 浅口郡船穂町（2005年8月1日消滅）
- 吉備郡真備町（2005年8月1日消滅）
- 都窪郡庄村（1971年3月8日消滅）
- 都窪郡茶屋町（1972年5月1日消滅）

現在、総社市の一部となっている自治体
- 旧総社市（2005年3月22日消滅）
- 都窪郡清音村（2005年3月22日消滅）
- 都窪郡山手村（2005年3月22日消滅）

現在、玉野市の一部となっている自治体
- 玉野市
- 児島郡東児町（1974年3月20日消滅）

現在、浅口市の一部となっている自治体
- 浅口郡鴨方町（2006年3月21日消滅）
- 浅口郡金光町（2006年3月21日消滅）

現在、瀬戸内市の一部となっている自治体
- 邑久郡牛窓町（2004年11月1日消滅）
- 邑久郡邑久町（2004年11月1日消滅）

現在、赤磐市の一部となっている自治体
- 赤磐郡山陽町（2005年3月7日消滅）

合併しなかった自治体
- 都窪郡早島町

## 岡山県南政令市構想 （平成の大合併）
県南百万都市建設計画が頓挫した後、岡山市は市長・岡崎平夫のもと、高度成長で急速な市街化が進んだ隣接市町村との合併を積極的に進め、1969年（昭和44年）西大寺市を皮切りに1975年（昭和50年）の藤田村まで11市町村と合併し50万都市となり、平成4年には60万人を突破、全国初の中核市に移行した。2001年（平成13年）8月、国は市町村の合併を促進するため、政令指定都市の人口要件を暫定的に条件付きで70万人に緩和する市町村合併支援プランを発表した。これにより岡山市周辺でも政令指定都市に向けた合併機運が高まり「岡山県南政令市構想」という名称での合併協議が行われ、周辺4町との合併が順次進み、岡山市は倉敷市抜きの70万人で政令指定都市に移行した。

### 平成の大合併の序章（安宅市政下での指定都市への動き）
岡崎から市長を引き継いだ松本一は、平成に入り市制100周年記念事業としてチボリ公園誘致を企画したものの不透明な資金の問題で迷走。1991年（平成3年）松本は市民に信を問うとして突然辞任し、チボリ公園の再検討を訴えた旧自治省官僚の安宅敬祐が当選した。
安宅は2度目に再選された選挙で、正式な公約として「2010年を目処に政令指定都市を実現する」とした。歴代市長としては初の目標年を示した指定都市実現の公約であったが、当時の人口要件では、倉敷市との合併もしくは多くの周辺市町村を巻き込んだ大合併しか方法はないと思われていたため、その実現性とプロセスに疑問を持つ人が多かったことは言うまでもないが、安宅が旧自治省官僚だったということからすれば、後年の平成の大合併やその促進策としての指定都市の人口要件の緩和を先取りする形の政策であった。
安宅は「地域なくして市政なし」を合言葉に旧町村役場が残る支所を統廃合し、市内を6分割にして将来の区役所となる総合支所を設置しようとした。区割りでは市内多くの各所で説明会を実施し、議会とも激しい議論を交わした後、ようやく総合支所の区割りを定めた条例が市議会で可決、いよいよ総合支所建設に取り掛かろうとした矢先、1999年（平成11年）2月の市長選で「岡山を動かそう」を合言葉に人気を得た旧通商産業省官僚であった萩原誠司に敗れた。

### 再燃した指定都市を目指す動き
市長となった萩原は前市長の方針を180度転換し、総合支所計画は凍結（ただし保健福祉行政での区割りの条例は残された）、指定都市も当面目指さないと議会で答弁した。しかし時代の変化は激しく、2001年（平成13年）8月に国から市町村合併支援プランが発表され、「大規模な合併が行われた場合、政令指定都市の人口要件の緩和を検討する」という政策により静岡市、清水市（現静岡市清水区）の合併で70万人の政令指定都市が実現することになった。その直後の秋の玉野市長選後、当選した山根市長が「岡山市との合併で政令指定都市実現が可能であり、庁内組織を設け検討する」と発言、これをきっかけに岡山青年会議所が岡山市長に玉野市との合併で政令指定都市を実現すべきと要望書を提出、にわかに動きが活発となった。当時の岡山市の人口は63万人で玉野市は7万人であった。

### 岡山県南政令市構想の立ち上げ
就任直後から指定都市を目指さないと発言をしていた市長の萩原であったが、状況の変化があったとして、相手方が求めるなら合併を検討するのはやぶさかではないとし、玉野市とその間にある灘崎町との合併研究会を設置することとした。この研究会にはさらに隣接する御津町、瀬戸町が加わりたいと希望してきたため、2002年（平成14年）度、玉野市、灘崎町との南部と御津町、瀬戸町との北部の合併研究会を立ち上げ、年度末には南部と北部合同で法定合併協議会を設置すべきという結論に達した。

### 頓挫した玉野市との合併
玉野市では当初から議会を中心に合併反対の意見が根強く、設置を目指した法定合併協議会 は議会で上程すらできず、2003年（平成15年）任意合併協議会でのスタートとなった。しかもこの時、後に合併することになる瀬戸町は赤磐郡での合併協議が先行していて二股となっていたためこの枠組みから一旦離脱した。
任意合併協議会でまとまった中間答申では、岡山市が譲歩し、主には新設合併（対等合併）、葬祭費無料などの玉野市独自の公共サービスの維持というもので、玉野市の要求する条件はほぼクリアしていたが、玉野での反対派の合併・指定都市へのネガティブな運動があり、市民説明会では反対意見が多数で、市議会でも反対議員が過半数を占める状況となっていた。山根市長は2004年（平成16年）2月、法定合併協議会設置案を議会に諮ることなく岡山市との合併を断念すると表明した。
玉野市は灘崎町との合併を求めたが灘崎町議会は岡山市との合併を選択した。この後、玉野市民から1万人分に近い署名が集まり岡山市との法定合併協議会設置を求める請願が提出され、岡山市議会では議決されたものの、玉野市議会は否決された。
再署名で法定協議会設置という方法も残されていたが不運にも当時、来襲した台風の被害が激しく（台風16号・18号）、市民グループによる署名活動もままならず断念せざるを得なくなったが、皮肉にも台風罹災への玉野市の対応力に限界を感じた玉野市民から岡山市と合併すべきであったとの声が高まったともいわれる。
その間にも、平成の大合併が行われる前までの人口規模が岡山市（62.6万人）よりも小さかった、静岡市（47.0万人）、新潟市（50.1万人）、浜松市（58.2万人）の3市は20～30万人の大規模な合併を成功させ、いずれの市も2年後には政令市移行を実現し、岡山市は平成の大合併第一弾組みからは2年の遅れをとってしまった（4市の人口は2000年国勢調査のもので、平成の大合併で一緒になった市町村の人口は加算していない）。

### 御津町、灘崎町との合併協議（平成第一次合併）
県南政令市構想から玉野市が離脱したものの御津町と灘崎町は、岡山市との合併協議を引き続き進めることとし、議会で法定合併協議会設置議案を議決、2004年（平成16年）3月に岡山県南政令市構想（岡山市・御津町・灘崎町）合併（法定）協議会が設置された。合併協議では、合併後の議員定数でそのまま在任特例で残りたいとする灘崎、御津町議と定数特例を主張する岡山市議との意見が最後まで折り合わず、合意に至るまでには最終段階まで難航したが、議員数が多いとする住民感情への配慮と全国初となる合併特例区の設置により町議側が折れる形で定数特例に落ち着いた。しかし御津町で合併の賛否を問う住民投票が行われ、数十票という僅差で反対が上回る結果になった。しかし住民の代表である区長会が一致して合併推進を訴えたことで、町長と町議会は最終的に合併を決断した。また灘崎町では町長が合併協議の当初から政令指定都市実現に疑心暗鬼になっていて玉野市との合併に未練を残したままでいた。説明会で町民の多数が岡山市との合併を支持、町議会で合併議案が議決された直後、自らは合併申請を執行せず辞任すると表明し、異例の事態となった。その後、石井県知事や萩原市長などによって町長への説得が行われ、期限間際になり町長は辞任を撤回、書面に押印し、県に無事合併申請が提出され、2町は幾度もの合併協議崩壊の危機を乗り越え、2005年（平成17年）3月22日岡山市に編入合併された。

### 建部町、瀬戸町との合併協議（平成第二次合併）
御津町、灘崎町の2町と合併しても岡山市の人口は67万程度にとどまり政令指定都市の人口要件を満たした状態ではなかった。岡山市にとって幸運なことに隣接する2町で指定都市実現への流れに向けた変化が起こった。建部町では当初、北に隣接する久米南町との合併を目指し法定合併協議会を設置し合併協議が進んでいたが、2003年（平成15年）7月の町長選挙で元岡山市環境局長の中山が県南都市圏入りを掲げ当選、2004年（平成16年）2月には久米南町との合併協議会を解散させ合併を白紙撤回した。2005年（平成17年）1月には岡山市との合併を表明、4月に合併研究会を設置した。一方瀬戸町は赤磐郡5町での「あかいわ市」（当時決まっていた新市名）としての合併協議が進んでいたが事態が急変、2003年（平成15年）末になり山陽町（赤磐市）と市庁舎などを巡り確執が表面化し、2004年（平成16年）1月に法定合併協議会から離脱した。2005年（平成17年）7月に萩原市長から建部町と瀬戸町を含めた周辺町へ合併が呼びかけられたが、8月には小泉首相による衆議院の郵政解散が行われ、市長であった萩原が刺客として立候補し、市長を突然辞任するというハプニングに見舞われた。しかしその後の市長選で指定都市推進を掲げる高谷茂男が当選し、県南政令市構想は引き続き継続されることとなった。瀬戸町には合併後の赤磐市からも合併申し入れがあったが、1市2町の合併により指定都市移行の可能性が現実的になったこともあり、岡山市との合併を決断、建部町と瀬戸町は2005年（平成17年）11月、岡山市に相次いで合併の申し入れを行った。2005年（平成17年）12月21日岡山県南政令市構想（岡山市・建部町・瀬戸町）合併協議会を設置し、合併協議は先の2町のように難航することなく順調に進み、2007年（平成19年）1月22日に岡山市へ編入合併された。合併約6ヵ月後には推計人口が70万人を突破、合併特例での政令指定都市の人口要件をクリアしたとされ、これ以降、岡山市の指定都市移行への動きが加速した。

## 岡山市の指定都市移行（2009年4月）までの経過

### 指定都市移行の表明
高谷市長は、建部町・瀬戸町との合併前年の2006年9月の議会で2009年中に政令指定都市移行を目指すと正式に表明し、10月に県との事務権限の移譲についての研究会を11月庁内に「政令指定都市推進本部」を相次いで設置した。

### 人口要件に関する問題
合併後の岡山市の人口は以下のようになっている。
1. 法定人口：696,172人（2005年10月1日国勢調査人口合算値）（参照）
2. 指定時推計人口：702,219人（2008年10月1日）
3. 移行時推計人口：702,512人（2009年4月1日）

市町村合併支援プランと同様、新市町村合併支援プランにおいても「大規模な市町村合併が行われ、かつ、合併関係市町村及び関係都道府県の要望がある場合には、政令指定都市の弾力的な指定を検討する」とされ、指定都市の要件緩和において明確な人口基準は示されなかった。ただし、市町村合併支援プランで初めて指定都市に移行し、かつ、人口が最も少なかった静岡市を前例として「70万人以上」が緩和された人口要件であると指定都市を目指す自治体の間では認識されていた。以下は静岡市のデータである。
1. 法定人口：706,513人（2000年10月1日国勢調査人口合算値）
2. 指定時推計人口：702,499人（2004年10月1日）
3. 移行時推計人口：700,980人（2005年4月1日）

法律が適用される際に用いられる人口を「法定人口」と言い、指定都市を規定する地方自治法でも同様である。この法定人口は、直近の国勢調査の人口を用いるのが通例である。合併後の岡山市の場合、直近の2005年（平成17年）国勢調査人口（法定人口）が70万人に約4,000人足りなかったため、緩和された人口要件を満たさないとの見方もあり、指定都市への移行が危ぶまれた。一方、国勢調査を元に毎月算出される「推計人口」では、市の調査で2007年（平成19年）6月26日、県の調査で同年8月1日に岡山市は70万人を突破した。そのため市は、地方自治法では本来用いられない「推計人口により国と協議する」とした。
2008年（平成20年）2月26日に市長、市議会さらに岡山市政令指定都市推進協議会が総務省に要望を行った結果、同年3月から総務省・県・市による指定都市移行に向けた正式な協議に入ることが伝えられた。総務省には、100万人という基準に満たない市にも将来の人口見通しがあれば指定してきた経緯から、同様に70万人という基準に若干満たなくても将来の人口見通しがあれば良い、という人口要件についての考えがあったため、法定人口で70万人に満たない岡山市でも、推計人口で70万人を超えていること、次回の国勢調査で70万人を上回る見通しがあることから指定都市移行への障害は無いと瀧野欣彌総務事務次官（当時）が記者会見で説明した。これ以降、新市町村合併支援プランでの人口要件は「70万人以上」から「70万人程度」に変わった。
なお、2010年（平成22年）国勢調査人口（速報値）で岡山市は709,622人となり、「次回の国勢調査で70万人を上回る」という条件をクリアした。

### 県からの権限移譲
2007年7月に「政令指定都市移行県市連絡会議」を設置して県から市への事務権限や財源の移譲についての本格的な協議が始まった。当初難航も予想されたが、両者の精力的な協議により11月末には基本協定に合意、県議会の了承も取り付け12月25日に基本協定締結が行われた。協定書では、法令に基づく移譲事務を1387項目（任意351項目、要綱・通知に基づく事務137項目）と明記され、県の事務処理特例条例は6法令111項目、県単独事業は69事業の移譲が盛り込まれた。これは近年、政令指定都市に移行した静岡市、浜松市や新潟市を上回る規模となっている。また宝くじの発売収益金は、人口比により35.6%が同市へ配分され、これも最近移行した政令指定都市では最も多い。

### 市議会、県議会での議決や国への要望など
区割りが決まった2007年11月定例市議会で「政令指定都市の実現に関する意見書」が議決され、その後市長、市議会から県知事、県議会へ意見書が提出された。2008年2月26日に市長や市議会議長、地元民間推進団体である岡山市政令指定都市推進協議会が総務省へ要望を行った際、総務省は正式に事務折衝を開始するとし、3月に入り総務省との協議が本格的に始まったことが市議会で報告された。3月17日には県議会で「政令指定都市を推進する意見書」が可決され、この意見書は内閣総理大臣、総務大臣、衆参両院議長に提出された。これを受け6月に入り、石井県知事は高谷市長とともに総務省を訪問、県として岡山市の指定都市移行を正式に要望した。総務省をはじめ各省庁など国との協議も順調に進み、9月には石井県知事、高谷市長、県議会議長、市議会議長、岡山市政令指定都市推進協議会会長らにより、総務大臣に政令の改正に向けた要望が行われた。10月10日の閣議において岡山市を政令指定都市とする政令改正が閣議決定され（16日公布）、2009年4月1日には長年の悲願であった政令指定都市に移行した。

### 行政区画について
- 区割りについて

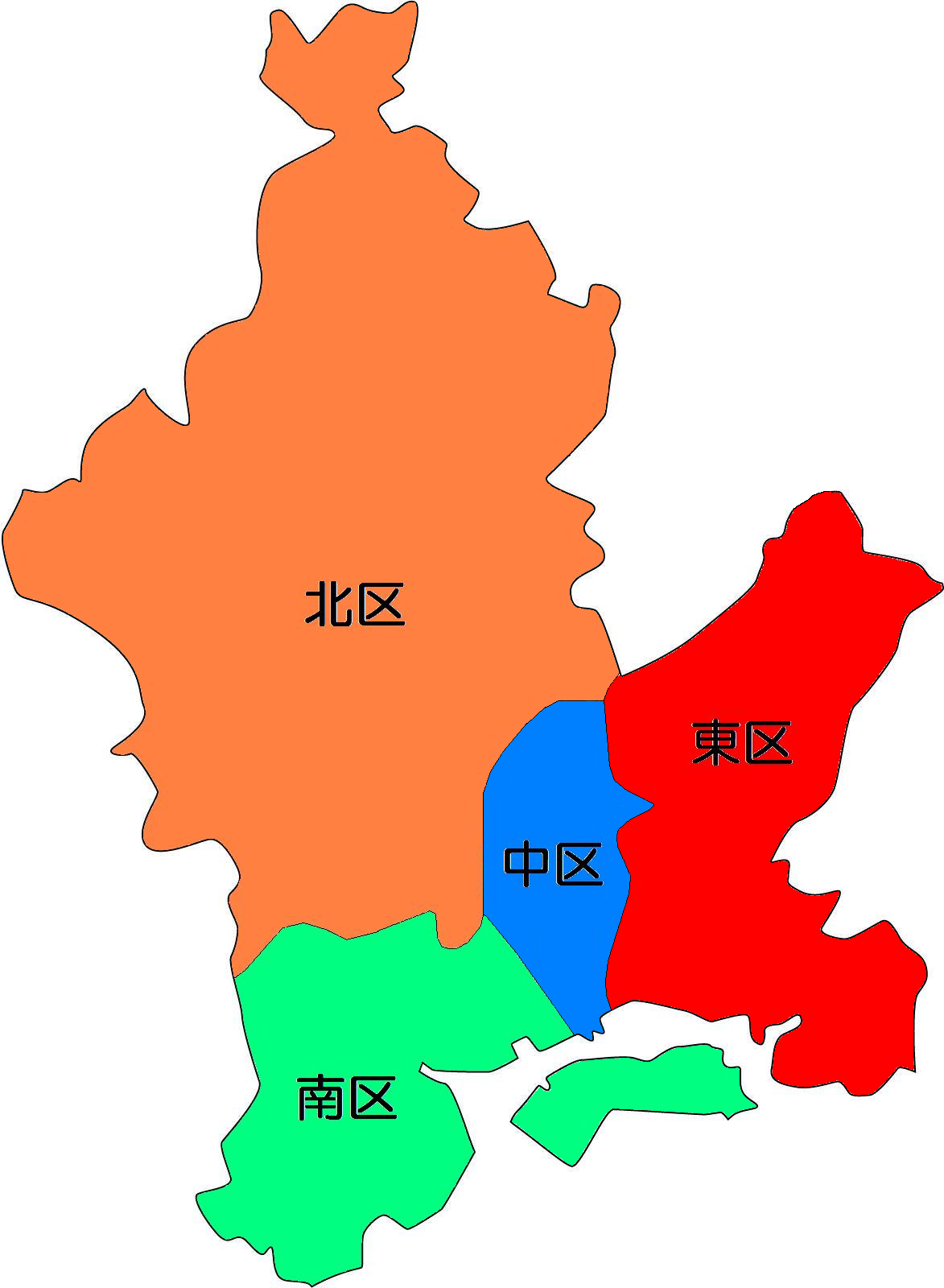
決定した4行政区

2007年7月に「行政区画等審議会」による行政区の区割りを審議を開始した。だが検討期間が短かったことが、議論に大きな影響を与えることになった。審議会では事前の市民アンケートなどは行われず、中間答申は3区のみの提示で、最終決定まで紆余曲折するに至った。特に旭川以東のB区は旧市街地である市街地東部と昭和の合併地区である西大寺地区が同一区にされたことで百間川以西の旧市街地住民などから大きな反発が巻き起こり、大半の地元町内会長の分区の要望書の提出や3万人以上の署名が集まった。南西部のC区においても吉備、御南学区から中心部と北部からなるA区への編入要望、さらには合併して間がない御津地区からも合併時の都市内分権の約束と合併特例区廃止後を心配することでの分区要望が出るなどの要望が続出した。これらのことを受けた審議会であったが、分区することなく均等という当初の論拠により、中間答申どおりあくまで3区とする答申を市長に行った。これを受けた市は3区という区数は変えなかったものの、C区での要望を受け入れ吉備、御南学区をA区に編入、B区に区役所と同規模の区役所分庁舎を設置するという区割りを発表した。しかし住民要望を受けた市議や県議からは3区では政令指定都市移行の意見書の決議は難しいと反対多数であったため、市長は市議会が多数による対案を示せば重く受け止めるという姿勢を示し、市議会はB区を分区する4区案を提出した。そして市長は2007年11月定例市議会最終日に4区決定を表明、2008年11月定例市議会において区割り、区役所位置と名称を決定する関連条例が可決され正式決定した。また市長は所信表明で暫定設置となっている南区役所についてはその位置を浦安総合運動公園駐車場用地（南区浦安南町）にすると発表した。
- 区名について

2008年2月に行政区画等審議会は、行政区の区名を市民公募により選定することとした。2008年2月29日から3月14日の期間で、岡山市民以外の人でも参加が可能とした区名の応募を行った。その際、他との質的な差を感じさせる名前として「中央区」や、旧市町村名など区内の特定の地域を表す名前として「西大寺区」「御津区」「興除区」等を禁止とした。その結果、「北区」や「南区」などの方角名が投票の上位となった。
|      | A区     | A区               | B-1区  | B-1区      | B-2区  | B-2区      | C区    | C区        |
| ---- | ------- | ----------------- | ------ | ---------- | ------ | ---------- | ------ | ---------- |
| 1位  | 北      | きた              | 中     | なか       | 東     | ひがし     | 南     | みなみ     |
| 2位  | 旭      | あさひ            | さくら | さくら     | 吉井   | よしい     | 岡南   | こうなん   |
| 3位  | 岡北    | こうほく          | 操山   | みさおやま | 吉井川 | よしいがわ | 児島   | こじま     |
| 4位  | 桃太郎  | ももたろう        | 旭     | あさひ     | 岡東   | こうとう   | 西     | にし       |
| 5位  | 旭川 緑 | あさひがわ みどり | 城東   | じょうとう | 城東   | じょうとう | 港     | みなと     |
| 6位  | -       | -                 | 旭東   | きょくとう | 緑     | みどり     | 城南   | じょうなん |
| 7位  | 桃      | もも              | 操     | みさお     | 旭東   | きょくとう | 笹ヶ瀬 | ささがせ   |
| 8位  | 烏城    | うじょう          | 桜     | さくら     | 会陽   | えよう     | 備南   | びなん     |
| 9位  | 西      | にし              | 後楽   | こうらく   | 猿     | さる       | 緑     | みどり     |
| 10位 | もも    | もも              | 東     | ひがし     | 観音   | かんのん   | 光南   | こうなん   |

上位5位（A区は6位）の名前を候補として、2008年4月29日から5月19日の期間で、岡山市民のみを対象とした区名意識調査を行い、その結果、3月の区名応募時と同様に方角名が上位となった。
|     | A区      | A区    | B-1区    | B-1区  | B-2区    | B-2区  | C区    | C区    |
| --- | -------- | ------ | -------- | ------ | -------- | ------ | ------ | ------ |
| 1位 | 北区     | 15,839 | 中区     | 17,749 | 東区     | 18,968 | 南区   | 18,407 |
| 2位 | 桃太郎区 | 8,373  | さくら区 | 11,386 | 城東区   | 9,200  | 岡南区 | 13,541 |
| 3位 | 緑区     | 6,961  | 操山区   | 8,886  | 岡東区   | 6,852  | 港区   | 8,143  |
| 4位 | 旭区     | 6,912  | 旭区     | 5,322  | 吉井区   | 6,490  | 児島区 | 5,361  |
| 5位 | 岡北区   | 6,488  | 城東区   | 4,307  | 吉井川区 | 5,039  | 西区   | 1,562  |
| 6位 | 旭川区   | 3,704  |          |        |          |        |        |        |

2008年6月に行政区画等審議会が市民意向調査の結果を受け、1位と2位の得票差が大きく開いていることを理由とし、それぞれ投票の1位であった「北区」「中区」「東区」「南区」とするよう答申し、これを市は区名とすることに正式決定した。全国の政令市の区名からして、全ての行政区が漢字1文字となっているのは、岡山市だけである（2012年4月1日現在）。
なお、北区は札幌市など9の政令市と重複し、中区は横浜市など4つの政令市と重複し、東区は広島市など7つの政令市と重複し、南区は福岡市など11の政令市と重複しており、その上4つの区名全て重複しているのは名古屋市・堺市の2都市となっている（2024年1月1日現在）。
区名が決まった時の市民の反応として、「シンプルで分かりやすい」「短くて使いやすい」「住所を書くときに楽」「4区のバランスがとれている」といった賛同する意見もあるが、その一方、「どこにでもあるような名前で味気がない」「岡山らしさがない」「一つぐらいは、どの政令市にもない特有の区名があってもいいのでは？」といった不満な意見も多く出ている。
- 決定した4行政区と区役所位置（人口は2005年国勢調査、区役所は2009年政令市移行時）

| 区名           | 位置                    | 中学校区                                                                                | 人口（人） | 面積（km2） | 区役所                      |
| -------------- | ----------------------- | --------------------------------------------------------------------------------------- | ---------- | ----------- | --------------------------- |
| きた く 北区   | 市北西部                | 岡山中央、京山、岡北、石井、桑田、岡輝、御南、 中山、香和、高松、吉備、足守、御津、建部 | 295,312    | 451.03      | 市役所本庁舎、 分庁舎の一部 |
| なか く 中区   | 旭川以東から 百間川以西 | 東山、操山、操南、富山、竜操、高島                                                      | 138,949    | 51.24       | RSKメディアコム（当面）     |
| ひがし く 東区 | 百間川以東の 市東部     | 旭東、上南、西大寺、山南、上道、瀬戸                                                    | 96,718     | 160.28      | 旧西大寺支所                |
| みなみ く 南区 | 市南西部                | 福浜、福南、芳泉、芳田、光南台、妹尾、福田、 興除、藤田、灘崎                           | 165,193    | 127.36      | 旧灘崎地域支所（暫定）      |